# الحرس الأحمر (فنلندا)

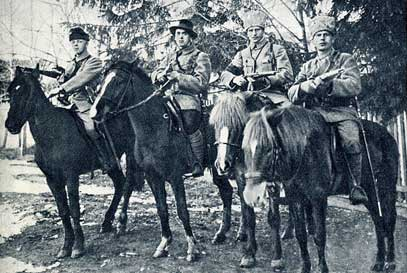
ضباط من حرس الأحمر خلال الحرب الأهلية الفنلندية

 الحرس الأحمر  (بالفنلندية Punakaarti) شـَكـّل جيش فنلندا الحمراء خلال الحرب الأهلية الفنلندية عام 1918م. كان عديد الحرس الأحمر حوالي 30,000 في بداية الحرب الأهلية، وبلغ ذروته بحوالي 90,000-120,000 أثناء الصراع.
تغيرت قيادة الحرس الأحمر أثناء الحرب: علي آلتونن، إيرو هآبالاينن، أينو راهيا وفي النهاية كولرفو مانر. كانت حكومة فنلندا الحمراء تسمى ب «وفد الشعب». حكم الحرس الأحمر جنوب فنلندا في الفترة من 28 يناير وحتى نهاية أبريل 1918م.
كان مقر الأركان العامة للحرس الأحمر في هلسنكي، ومن المدن الرئيسية التي سيطرت عليها قوات الحمراء تامبيري وتوركو وبوري وفيبوري. انتهت تامبيري الحمراء في 6 أبريل 1918م بعد معارك دامية عندما استولى الحرس الأبيض بقيادة كارل غوستاف إميل مانرهايم على المدينة.
أُسـِر الآلاف من الحرس الأحمر، فأعدم المئات منهم ونـُقل الباقون إلى معسكرات أسرى الحرب. وبسط البيض على هلسنكي بحلول 12 أبريل، 1918م.
خلال الإضراب العام سنة 1905م تشكل «الحرس الوطني» في فنلندا. وقد ضم كلا من الاشتراكيين وغير الاشتراكيون، بيد أنهم انقسموا في نهاية المطاف إلى ميليشيات متصارعة. وإن تجنبوا إراقة الدماء في تلك السنة.
آرني أرفونن آخر من بقي على قيد الحياة من الحرس الأحمر، كان أكبر معمر في فنلندا قبل وفاته في يناير 2009م عن عمر تجاوز 111 عاماً.

## عديد القوات
| 20,000 رجل                | نهاية عام 1917        | تقريبا 5,500               | بداية الحرب العالمية الثانية |
| 30,000 رجل                | عند بداية الحرب       | 3,000                      | عام 1950                     |
| 90,000+ رجل               | منتصف الصراع (الذروة) | 1,000                      | عند انهيار الاتحاد السوفيتي  |
| آلاف، كانوا كلهم في روسيا | عام 1920              | اقل من 10، حاليا 0 لا يوجد | الآن                         |